# Architecture romano-byzantine

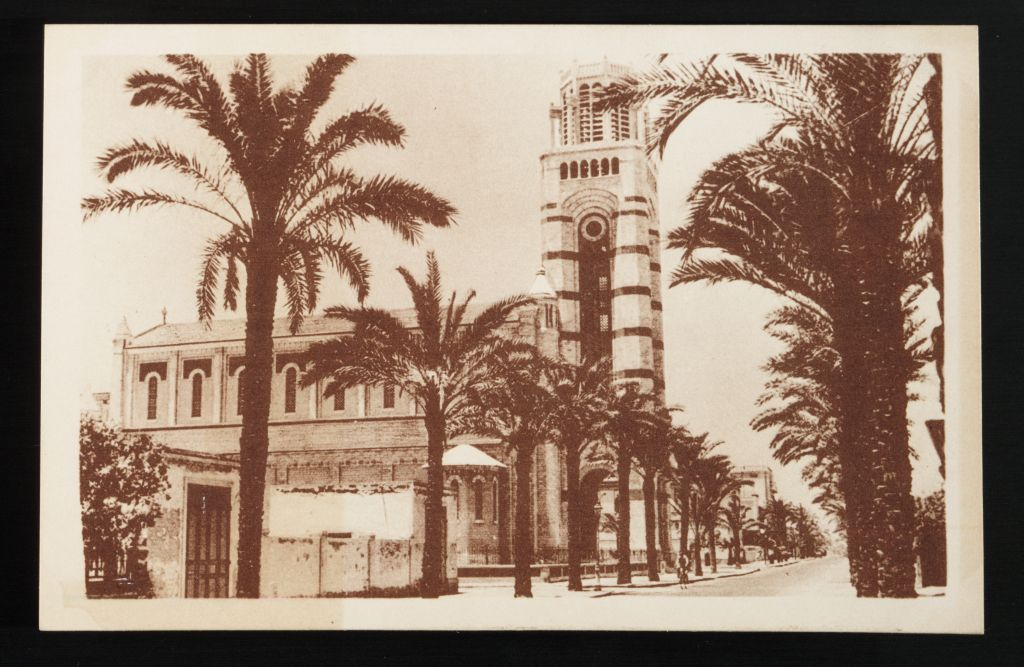
Cathédrale Notre-Dame-Marie-Reine-du-Monde de Port-Saïd.

L'architecture romano-byzantine est un style architectural qui intègre des éléments de l'architecture byzantine associés à des éléments empruntés à l'architecture romane. Elle fut employée notamment dans les édifices publics et religieux, particulièrement au XIXe siècle et au début du XXe siècle mais des exemples beaucoup plus anciens existent, telle la cathédrale Saint-Front de Périgueux, due à l'influence vénicienne dans la région. Ce style fait partie du mouvement écléctique.

## Description
On donne généralement le nom d'architecture romano-byzantine aux bâtiments de style roman d'inspiration byzantine, où l'influence de Constantinople est forte.
C'est le cas, par exemple, de la basilique du Sacré-Cœur de Montmartre à Paris, construite par Paul Abadie, auteur de la restauration de la cathédrale Saint-Front de Périgueux. Toujours en France, la chapelle impériale de Biarritz, bâtie entre 1864 et 1866 par Émile Boeswillwald, mélange les styles romano-byzantin et hispano-mauresque. Un des plus grands représentants de ce style est le lyonnais Pierre Bossan dans de très nombreux édifices.

## Galerie

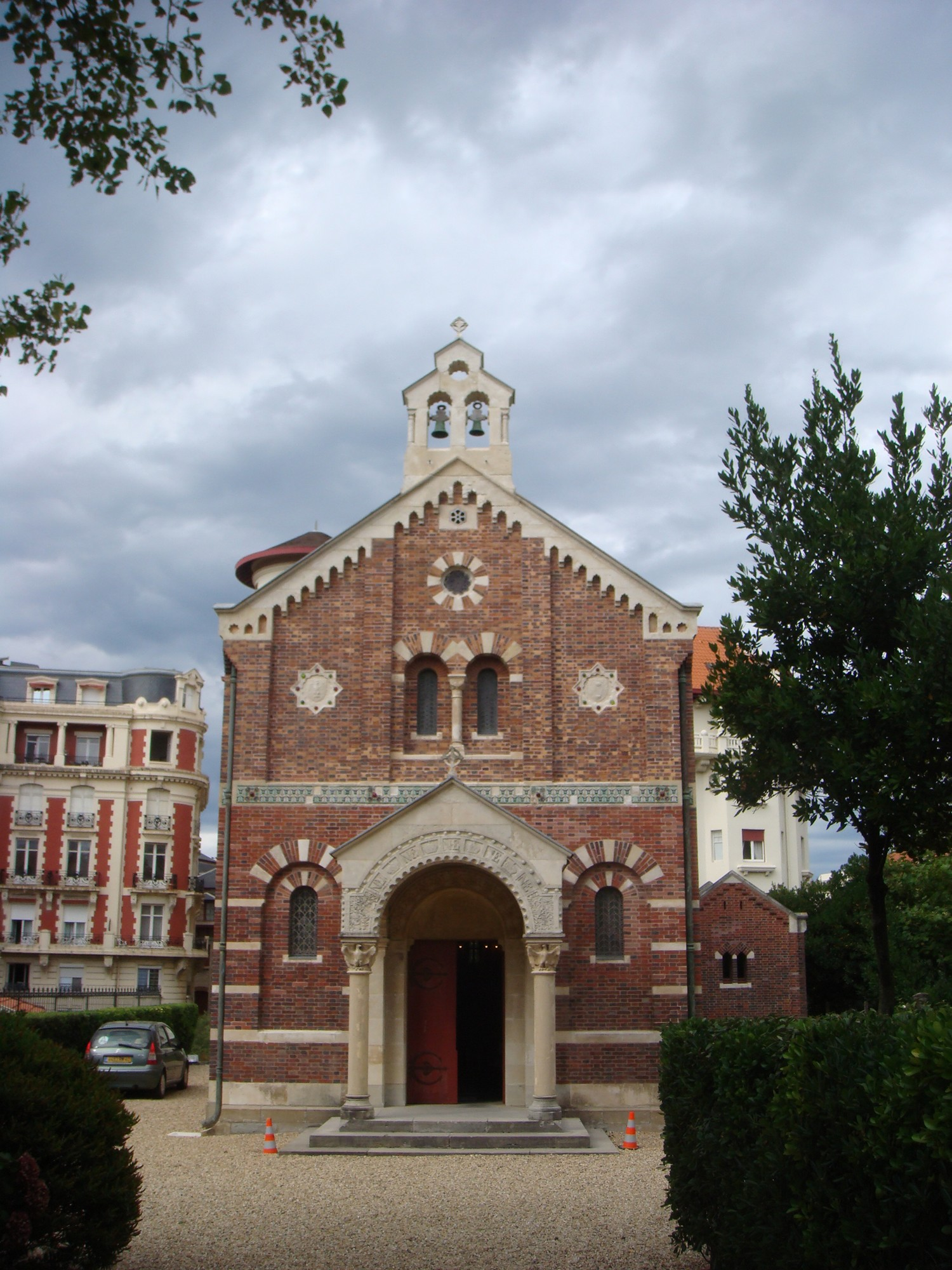
Chapelle impériale de Biarritz

### Catégorie
- Églises romano-byzantines